# Efficienza energetica negli edifici
L'efficienza energetica negli edifici è la valutazione nel settore edile del consumo energetico. 
Un edificio consuma una certa quantità di energia (per l'illuminazione, per la ventilazione, per il riscaldamento o il rinfrescamento, per la produzione di acqua calda sanitaria, per il funzionamento degli elettrodomestici) che, quando viene prodotta, causa l'emissione di sostanze che alterano il clima. 
L'emissione di sostanze inquinanti però deriva anche dalla realizzazione dei prodotti e dei materiali edili utilizzati per la costruzione degli edifici, per il loro trasporto e montaggio nonché dalla demolizione delle costruzioni e dal loro smaltimento. 
Secondo l'Eurostat infatti, gli edifici dell'Unione europea, se considerati nel loro complesso, sono responsabili del 40% del consumo energetico e del 36% delle emissioni di gas ad effetto serra. Proprio per questo motivo è diventata sempre più forte l'esigenza di un'edilizia più green, che consumi meno risorse, meno energia e che sia orientata verso ai principi dell'economia circolare e della sostenibilità.
Verso questi obiettivi si è infatti mosso e continua a muoversi il pacchetto Clean Energy For All Europeans, al cui interno sono contenute le direttive 2018/844 e 2018/2002 cui, per dare un esempio, in Italia, è stata data concreta attuazione rispettivamente mediante il d.lgs. 17 giugno 2020, n. 48 e il d.lgs. 14 luglio 2020, n. 73. Attraverso tali direttive sono stati introdotti vari incentivi fiscali per favorire l'efficienza energetica e la decarbonizzazione degli edifici, i quali, solitamente, si suddividono in costruzione di edifici come quelli ad energia quasi zero (c.d. nZEB) o ad emissione quasi zero (c.d. nZCB) e riqualificazione energetica degli edifici già esistenti.

### Esplicative
1. ↑  nZEB: Nearly zero energy buildings.
2. ↑  nZCB: Net zero carbon building.

### Bibliografiche
1. ↑   C. Vivani, "Efficienza e transizione energetica nelle novità normative, in "Ambiente e sviluppo”, 2020.
2. ↑   Direttiva UE 2018/2002 sull'efficienza energetica, che modifica la Direttiva 2012/27/UE., su eur-lex.europa.eu.